# Guillermo Padrés Elías
Guillermo Padrés Elías (Cananea, Sonora; 29 de junio de 1969) es un político mexicano que sirvió como gobernador del estado mexicano de Sonora de 2009 a 2015. Como miembro del Partido Acción Nacional, ha representado también a Sonora como Senador (2006-2008), diputado federal (2000-2003) y diputado local (1997-2000). 
Padrés nació en Cananea, una ciudad minera al noroeste del estado. Su victoria en las elecciones estatales de 2009 lo convirtieron en el primer gobernador no priista de Sonora en 80 años. En noviembre de 2016, fue sentenciado a prisión por lavado de dinero y defraudación fiscal, pero hasta la fecha no ha habido sentencia y no se le han podido comprobar las acusaciones. Salió bajo fianza en 2019.

## Formación profesional

### Estudios
Es abogado, egresado de la Universidad Humanitas de México; así mismo, cursó estudios de posgrado en el Instituto Tecnológico Autónomo de México (ITAM) en administración pública.

## Carrera política

### Inicios
A los 25 años de edad nombrado presidente de la Cámara Nacional de Comercio en Cananea, Sonora y un año después fue nombrado Tesorero de la Federación de Cámaras Nacionales de Comercio (FECANACO) de Sonora. Es socio fundador de la Asociación Progreso por Sonora A.C. junto con el exalcalde de Hermosillo, Alejandro López Caballero. Dentro de esta última institución impulso diversos programas como es la “Ruta de la Salud por la Mujer” y “Compu Aula Móvil”.

### Diputado local LV Legislatura
En 1997, es electo diputado local de la LV Legislatura del Congreso del Estado de Sonora, representando el VII Distrito Electoral Local de Sonora, con cabecera en su natal Cananea, obteniendo el 61% de los votos frente a su opositor Fermín Espinoza.
Durante su paso por el congreso local, participó en las siguientes comisiones:
- Vigilancia de la Contaduría Mayor de Hacienda.
- Asuntos Fronterizos y Turismo.
- Vigilancia de la Contaduría Mayor de Hacienda y de Hacienda y Presupuestos Municipales.

### Vicecoordinador estatal de la campaña electoral de Vicente Fox
En 1999 participó en la campaña presidencial de Vicente Fox, fungiendo como vicecoordinador estatal, la cual resultaría en favor del candidato del PAN.

### Diputado federal LVIII legislatura
Contendió en las elecciones federales del año 2000 como candidato a diputado federal por el II Distrito Electoral Federal de Sonora, ganando la contienda a su contrincante del PRI, Roberto Sánchez Cerezo, para formar parte de la LVIII Legislatura, ocupando el cargo hasta 2003. Durante dicho período legislativo, trabajó en las siguientes comisiones:
- Fomento Cooperativo y Economía Social.
- Vigilancia de la Auditoría Superior de la Federación y especial de Ganadería.
- Vigilancia de la Contaduría Mayor de Hacienda.

### Coordinador de campaña de Ramón Corral
En 2003, trabajó en la campaña electoral para la gubernatura del estado de Sonora de Ramón Corral Ávila. La contienda la ganaría el candidato del PRI, Eduardo Bours Castelo.

### Subdelegado de Ganadería de la Sagarpa
En 2003, fue nombrado Subdelegado de Ganadería de delegación de la Secretaría de Agricultura, Ganadería, Desarrollo Rural, Pesca y Alimentación (SAGARPA) en Sonora, ocupando el puesto hasta 2005.

### Senador de la República
En 2006, es contendiente al Senado por el estado de Sonora en primera fórmula, siendo su compañero en la segunda fórmula Javier Castelo Parada, logrando el triunfo por 44.31% de los votos, frente al 34.58% de la fórmula del PRI, formada por Alfonso Elías Serrano y Óscar López Vucovich.
Como Senador trabajó en las siguientes comisiones:
- Presidente de la Comisión de Agricultura y Ganadería.
- Miembro de la Comisión de Justicia.
- Miembro de la Comisión de Recursos Hidráulicos.

Así mismo, durante este período se desempeñó como coordinador del comité en materia de justicia electoral del Grupo Parlamentario del PAN.

## Gobernador de Sonora

### Campaña

#### Campaña Interna del PAN por la gubernatura
El 16 de enero de 2008 anunció su intención de ser candidato de su partido a Gobernador de Sonora en las Elecciones de 2009. El 1 de marzo de 2009 obtuvo la victoria en la primera jornada de la elección del candidato del PAN en Sonora, con 2,625 votos frente a 1,709 de María Dolores del Río y 477 de Florencio Díaz Armenta, al día siguiente, María Dolores del Río y Florencio Díaz Armenta declinaron sus precandidaturas, quedando Padrés como virtual candidato a Gobernador; siendo ratificado, ya como precandidato único, en las dos restantes jornadas electorales.

#### Campaña a Gobernador de Sonora
Durante la campaña a la gubernatura no se mostró una ventaja clara para Guillermo Padrés, sino hasta las últimas semanas, cuando las encuestas lo colocaron cerca de su adversario, Alfonso Elías Serrano, aunque aún abajo de él. La contienda electoral se definiría hasta algunos días después de la votación, aunque el corto margen entre los candidatos suscitó que ambos proclamaran públicamente su victoria.

#### Triunfo e impugnación por parte del PRI
La jornada electoral celebrada el 5 de julio de 2009 dio como resultado una victoria con una ligera diferencia de 39,815 votos para Guillermo Padrés, con 464,865 sufragios a su favor, frente a 425,050 emitidos a favor de su competidor Alfonso Elías Serrano, quien representaba la alianza PRI - PVEM- Nueva Alianza; sin embargo, la citada alianza anunció la impugnación de la elección al considerar que hubo inequidad en el proceso, y solicitó su anulación ante el Tribunal Estatal Electoral y, más tarde, al desecharse el recurso en la instancia estatal, ante el Tribunal Electoral del Poder Judicial de la Federación, el cual rechazó el argumento para confirmar la victoria para el panista, el 11 de septiembre de ese mismo año. Guillermo Padrés asumió el cargo de Gobernador de Sonora el 13 de septiembre de 2009. 

## Gobierno de Sonora

### Primer año de gobierno

#### Inversión federal
El primer año de su mandato, anunció una inversión de 12,312,600,000 pesos en los tres primeros años del sexenio, aportados por la federación, con el fin de financiar diversos programas sociales, principalmente, de obra pública y salud.

#### Sonora SI
Sonora SI, es un plan hidráulico que tiene como objetivo construir un acueducto que trasvase agua desde la presa Plutarco Elías Calles (El Novillo) hacia la ciudad de Hermosillo. Con ello, se pretende impulsar el desarrollo industrial y empresarial en la capital del estado, dado que una de las mayores limitantes para el desarrollo de la misma, es el problema de la escasez del agua en temporadas de amplia sequía.
El proyecto fue presentado durante el primer año de gobierno como una de las obras más importantes para el desarrollo regional. En el mismo participarían un conglomerado de 16 empresas sonorenses, con el objetivo de concluir la obra para finales del año 2012. La inversión total proyectada en este rubro es de 10,000 millones de pesos.

#### Educación
El ramo educativo fue trabajado durante el primer año con un enfoque social, invirtiendo 240 millones de pesos en un programa para entregar uniformes escolares gratuitos para 544,000 alumnos de educación primaria, sumando 1,900,355 prendas entregadas. De 2012-2015 hubo una inversión bajísima de solamente 35,000,000 en la educación en Sonora.

#### Fondo Nuevo Sonora
El Fondo Nuevo Sonora es un proyecto de inversión para el apoyo empresas de reciente creación, teniendo como resultado el otorgamiento de 204.7 millones de pesos destinados a 1,067 créditos.

### Segundo año de gobierno

#### Austeridad
Durante este año de gobierno, se anunció un plan de austeridad con el fin de optimizar los recursos públicos. En este sentido, se sacaron de circulación 1,479 automóviles de uso gubernamental, de un parque vehicular total de 4061 carros, con lo cual se robaron alrededor de 72 millones de pesos ese año.

#### Educación
En este ramo, se cubrieron el 32 % de las necesidades de las escuelas al mejorar con sanitarios, bebederos y reparación de techos, así como instalaciones eléctricas. Dichos trabajos representaron una inversión de 611 millones de pesos.
Así mismo, durante los dos primeros años de gobierno se construyeron 14 nuevos planteles educativos. Tres de ellos son universidades, ubicadas en San Luis Río Colorado, Puerto Peñasco y Etchojoa. También, se construyeron dos planteles de CECyTES en San Pedro y en la ciudad de Hermosillo. Al igual se construyeron tres nuevas preparatorias del sistema COBACH en Obregón, Hermosillo y Nacozari, y tres nuevos CEBTAs en Altar, Imuris y Hermosillo.
Por otro lado, se otorgaron 158 mil tarjetas pre pagadas del sistema de transporte urbano denominado Bus Sonora a estudiantes, con la finalidad de que quedaran exentos del cobro por usar el sistema, como una forma me apoyo a la economía familiar de los mismos.

#### Sonora SI
El proyecto hidráulico denominado Sonora SI, presentó un avance de obra del 42 %, lo que representó la excavación a lo largo de 81 kilómetros, así como la instalación de la infraestructura tubular a lo largo de 70 kilómetros, entre otros avences.

### Tercer año de gobierno

#### Sonora SI
La obra hidráulica fue presentada con un avance del 80% para el tercer año de gobierno, mientras la estructura tubular que llevaría agua de la presa a la ciudad de Hermosillo, denominada Acueducto Independencia se presentó con un avance cercano al inicio de su etapa de pruebas.

#### Educación
Durante el tercer año de gobierno se anunció una inversión adicional al sector educativo, dirigido, principalmente, a la mejora de los planteles, proyectando que más de 207 escuelas serían beneficiadas por medio del programa denominado Transformación Educativa.

#### Economía
El ramo de la economía, se presentó un crecimiento anual en sus bolsillos del 7.5%, superando la media nacional y colocándose entre los primeros lugares del país en índices de crecimiento y estabilidad financiera.

### Cuarto año de gobierno

#### Economía
Durante el cuarto año, Sonora se ubicó en el octavo lugar nacional en competitividad y entre las 5 mejores economías. El crecimiento promedio de los cuatro años de gestión de la administración, se registró en un 5.2%, lo que incidió, entre otras cosas, en una reducción del 9.2%  de los habitantes del estado en situación de vulnerabilidad económica. Así mismo, se registró un incremento de 8,753 a 12,966 dólares anuales en el ingreso por habitante, desde el año 2009 al 2013.

#### Gasoducto Norte-Noroeste
Durante este año de gestión se empezó a construir el Gasoducto Norte-Noroeste, una obra de infraestructura energética que tienen como finalidad transportar combustible desde el sur de Estados Unidos. Con ello, se pretende cubrir la demanda energética, principalmente en ciudades del sur de Sonora (Guaymas, Empalme, Bácum, Quiriego, Etchojoa, Navojoa, Huatabampo y Ciudad Obregón) y, por lo tanto, aumentar la productividad y competitividad de la zona.

#### Sonora SI
El proyecto hidráulico había concluido a la fecha y, de esa manera, se anunció el que el suministro de agua potable estaría garantizado para, al menos, 1,100,000 habitantes del estado de Sonora. En particular, destaca el funcionamiento del Acueducto Independencia, obra que abastecería a la ciudad de Hermosillo.

### Quinto año de gobierno

#### Educación
En este rubro, se continuó con un enfoque social, entregando en suma 526 mil pares de zapatos de manera gratuita a los alumnos de educación primaria. Esto se sumaría a la política de entrega de uniformes escolares iniciada desde el principio de la administración.

#### Obra pública
Durante este año se presentaron las cifras de la inversión total en materia de obra pública, específicamente, en el ramo de la pavimentación, con más de 5 millones 250,000 pesos repartidos entre los 72 municipios que conforman el estado de Sonora.

## Controversias

### Secuestro de su trabajadora doméstica
El 13 de marzo de 2011, Iveth Dagnino de Padrés (esposa del gobernador Guillermo Padrés y titular del DIF estatal de Sonora), acusó a Gisela Peraza Villa, sirvienta de la familia del gobernador por nueve años, de robar un maletín que se encontraba en casa del gobernador y contenía $450,000 MXN en efectivo y joyas con un valor por $130,000 MXN.
La primera dama, Dagnino de Padrés, dispuso de funcionarios estatales, entre ellos el jefe de escoltas del gobernador (el comandante Ernesto Portillo) y el secretario personal del gobernador (Agustín Rodríguez) para despojar a Peraza Villa de su teléfono móvil y retenerla en la casa del gobernador por un día. Luego, procedieron a arrestarla sin orden judicial y llevarla presa a los cuarteles de la Policía Estatal Investigadora (PEI) de Sonora, donde fue golpeada y torturada. Al no poder lograr que confesara el robo, le dejaron libre el 17 de marzo para arrestarla de nuevo el 5 de abril, torturarla de nuevo (la desnudaron, la cubrieron con mantas y la golpearon) y posteriormente dejarle ir pero arraigada por 30 días.
En 2013, la CNDH de México y su contraparte estatal, la CEDH de Sonora, extendieron recomendaciones al gobernador Guillermo Padrés sobre el asunto del secuestro de su sirvienta por parte de su esposa. El gobernador aceptó y prometió atender las recomendaciones, sin que el asunto pasara a mayores o consecuencias penales para él, su esposa o los funcionarios involucrados.

### Conflicto por el agua con la tribu Yaqui
El gobierno estatal anunció su proyecto “Sonora SI” (Sonora Sistema Integral) que incluía la construcción del Acueducto Independencia para abastecer de agua a Hermosillo, la capital del estado.
En septiembre de 2014, el vocero de la tribu yaqui, Mario Luna, fue arrestado por la Procuraduría General de Justicia del Estado de Sonora por el presunto delito de privación de la libertad, la situación fue denunciada por Amnistía Internacional como una detención arbitraria relacionada con el conflicto político referente al Acueducto Independencia.

### Impuesto y protestas durante la Serie del Caribe 2013

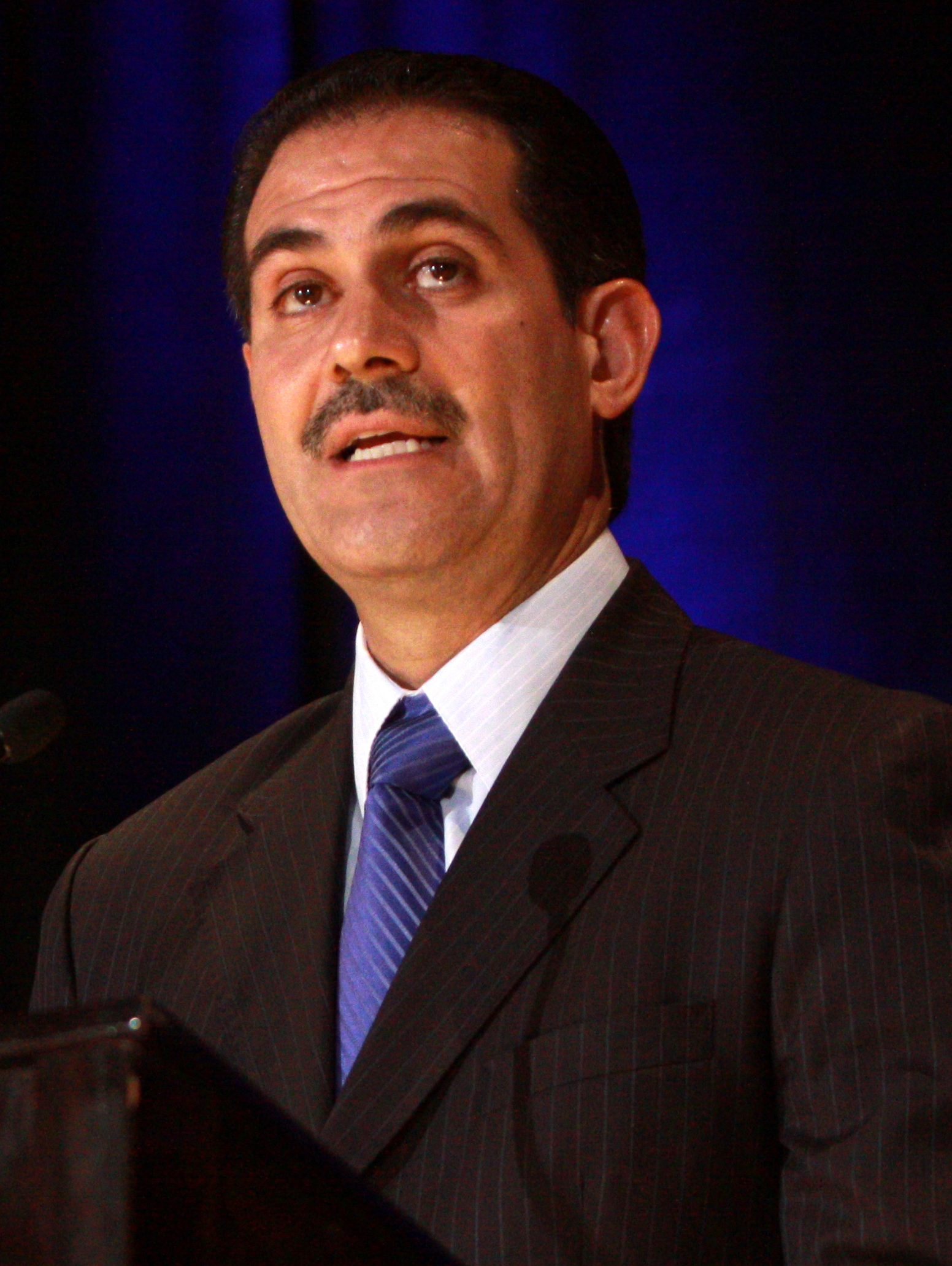
Padrés en 2013.

En enero del 2013, la decisión de retomar el impuesto de tenencia vehicular causó tal disgusto que levantó protestas que amenazaron con boicotear la Serie del Caribe del año 2013, en Hermosillo. El movimiento de protesta tomaría el nombre de “mal nacidos” debido a una desafortunada declaración del gobernador Guillermo Padrés al referirse a quienes protestaban. Las marchas se extendieron por las principales ciudades del estado en el mismo mes de enero de 2013, pero al final no se interrumpió la Serie del Caribe de Hermosillo. El Impuesto a la tenencia, llamado COMUN, causó tal malestar en la población que eventualmente fue derogado en el mes de agosto del mismo año.

### Presa en el rancho familiar
En septiembre de 2014, el conflicto por el agua resurgió cuando se dio a conocer que el gobernador Padrés contaba con una presa personal con capacidad para retener altos volúmenes del líquido en un rancho propiedad de su familia. Al respecto, se reportó por parte de la prensa que la construcción de la presa se habría dado de manera clandestina y que un trabajador murió durante la realización de la obra, hecho que fue escondido.
Durante el mismo mes, una crecida de agua del arroyo Manzanares que alimentaba al rancho del gobernador, presuntamente derribó la cortina de la estructura. La crecida del arroyo se habría dado por el paso del huracán Odile por las costas de Sonora. El hecho derivó en una investigación por parte de la CONAGUA para determinar si la estructura no contraviene alguna de las leyes o reglamentos correspondientes al uso de suelo y aguas nacionales.

### Detención por acusaciones de corrupción
El día 10 de noviembre del 2016, Guillermo Padrés fue ingresado al Reclusorio Oriente en cumplimiento de una orden de aprehensión girada en su contra por los delitos de delincuencia organizada y lavado de dinero. Su hijo, Guillermo Padrés Dagnino también fue detenido y posteriormente se le trasladó al penal federal de El Altiplano en el Estado de México, donde lo pusieron a disposición del mismo juzgador federal que libró la orden de aprehensión de captura en contra del exgobernador de Sonora.
Ante las acusaciones e imputaciones Guillermo Padrés se declaró inocente en su audiencia ante un juez federal en el Reclusorio Sur días después de ser aprehendido y encarcelado.
El 16 de noviembre de 2016 le fueron dictados dos autos de formal prisión, el primero por lavado de dinero y defraudación fiscal equiparada, el segundo por lavado de dinero y delincuencia organizada, en este segundo caso se implicaría también a su hijo Guillermo Padrés Dagnino.